# Concierto para piano n.º 1 (Prokófiev)
El Concierto para piano n.º 1 en re bemol mayor, Op. 10, de Serguéi Prokófiev fue compuesta entre 1911 y 1912. Es un concierto con un único movimiento, lo que lo convierte en su concierto para piano más corto: dura solo alrededor de un cuarto de hora.

## Estructura
El concierto se divide en las siguientes tres secciones:
1. Allegro brioso (7-8 minutos)
2. Andante assai (4-5 minutos)
3. Allegro scherzando (4-5 minutos)

La primera y la última sección presentan una clara relación temática, ya que el concierto comienza y termina con el mismo amplio tema en re bemol mayor. La sección media (sol sostenido menor) es más oscura, pero apenas menos gloriosa que las otras dos. Su clímax es abismal, en lugar de prepotente.

## Dedicatoria
Prokófiev dedicó su primer concierto para piano al «temible Cherepnín», cuya valoración crítica de los fallos de Prokófiev como director de orquesta pervivió en el recuerdo durante toda su vida. Cherepnín más tarde comentaría que era duro porque reconoció el talento de Prokófiev y quería evitar que se volviera confiado en exceso. Cherepnín también expuso a su joven alumno a los grandes compositores clásicos y se le atribuye la influencia del clasicismo patente en las primeras obras de Prokófiev.

## Composición y estreno
El concierto se interpretó por primera vez en Moscú el 25 de julio y 7 de agosto de 1912, con el compositor como solista y Konstantín Sarádzhev dirigiendo. Prokófiev escribió más tarde que Saradzhev "llevó espléndidamente todos mis tempos."
Prokófiev ganó el Premio Anton Rubinstein por sus logros pianísticos tras una interpretación de la obra en el Conservatorio de San Petersburgo el 18 de mayo de 1914. Prokófiev propuso su propio concierto para el programa del certamen, tras llegar a la conclusión de que no iba a ser capaz de ganar con un concierto del repertorio clásico, con su propio concierto el jurado sería «incapaz de juzgar si estaba tocando bien o no». Las reglas del concurso, sin embargo, establecían que la pieza debía estar publicada previamente; pero Prokófiev encontró una editorial dispuesta a producir veinte copias a tiempo para el concurso. La interpretación fue muy bien, y el jurado, encabezado por Aleksandr Glazunov, otorgó a Prokófiev el premio, aunque a regañadientes.